# Wolseley (Zuid-Afrika)
Wolseley (Nederlands, verouderd: Goedgevonden) is een dorp met 1500 inwoners, in de Zuid-Afrikaanse provincie West-Kaap. Wolseley behoort tot de gemeente Witzenberg dat onderdeel van het district Kaapse Wynland is.
Lotus Bakeries baat er een koekjesfabriek uit.

## Subplaatsen
Het nationaal instituut voor de statistiek, Stats SA, deelt sinds de census 2011 deze hoofdplaats in in zogenaamde subplaatsen (sub place), c.q. slechts één subplaats:
Wolseley SP.